# Last Armageddon
Last Armageddon (ラストハルマゲドン?) è un videogioco di ruolo sviluppato da BrainGrey e pubblicato nel 1988 per NEC PC-8801 e in seguito convertito per numerose piattaforme.
Nel 1994 il videogioco ha ricevuto un sequel, After Armageddon Gaiden per Sega CD, la cui distribuzione in America settentrionale con il titolo A Side Story of Armageddon è stata annullata prima della completa traduzione del gioco.